# Boninthemis
Genre
Boninthemis  est un genre de libellules de la famille des Libellulidae (sous-ordre des Anisoptères, ordre des Odonates). Il ne comprend qu'une seule espèce, Boninthemis insularis, qui est endémique du Japon.

## Liste d'espèces
Selon BioLib (29 juin 2023) :
- Boninthemis insularis (Oguma in Matsumura, 1913)